# Джованни Дзини (стадион)
«Джованни Дзини» (итал. Stadio Giovanni Zini) — стадион, расположенный в итальянском городе Кремона (административный регион Ломбардия). С момента открытия в 1929 году является домашней ареной для местного футбольного клуба «Кремонезе». Текущая вместимость арены составляет 20 641 зритель.

## Кратко об истории стадиона
Арена была построена и официально открыта в 1929 году, с этого же времени носит имя Джованни Дзини — футболиста «Кремонезе», погибшего в сражениях Первой мировой войны. С 2007 года площадь перед входом на стадион и его центральная трибуна названы именем Доменико Ладзаро, бывшего президента команды, скончавшегося в 2006 году.
В 1989 году стадион «Джованни Дзини» принимал финальный матч Кубка Италии между «Наполи» и «Сампдорией» (0:4).
В 2017—2018 годах на арене прошла полномасштабная реконструкция, связанная с выходом «Кремонезе» в Серию В. 
Торжественное открытие обновлённого поля прошло 20 января 2018 года.

## Международные матчи
Арена принимала ряд международных встреч, в частности, в 2013 и 2015 годах на «Джованни Дзини» состоялись два матча национальной сборной Италии по регби.

## Владельцы
Со времени открытия стадиона в 1929 году собственником арены являлся муниципалитет Кремоны. В 2019 году между клубом и городскими властями было подписано соглашение, по которому стадион «Джованни Дзини» был передан в 99-летнюю аренду команде «Кремонезе».